# Municipio Ixiamas
Das Municipio Ixiamas liegt im Departamento La Paz im südamerikanischen Anden-Staat Bolivien.

## Lage im Nahraum
Das Municipio Ixiamas ist eines von zwei Municipios der Provinz Abel Iturralde und liegt im nördlichen Teil der Provinz. Es grenzt im Westen an die Republik Peru, im Süden an die Provinz Franz Tamayo, im Südosten an das Municipio San Buenaventura, im Osten an das Departamento Beni und im Norden an das Departamento Pando.
Der Landkreis umfasst 94 Ortschaften (localidades), der zentrale Ort des Municipios und einzige Ortschaft von nennenswerter Größe ist Ixiamas mit 3968 Einwohnern im südlichen Teil des Municipios (Volkszählung 2012).

## Geographie
Das Municipio Ixiamas liegt am westlichen Rand der Moxos-Ebene, mit über 100.000 km² eines der größten Feuchtgebiete der Erde; vorherrschende Vegetationsform in der Moxos-Ebene ist die tropische Savanne. Das Klima in der Region Ixiamas ist tropisch heiß und ganzjährig feucht, es kann aber im Winter auch durch den Surazo (kalter Wind aus Süden) relativ kühl werden.
Der Jahresniederschlag beträgt etwa 2000 mm (siehe Klimadiagramm Rurrenabaque), mit Monatsniederschlägen von rund 300 mm im Januar und Februar, und von weniger als 100 mm in den Monaten August und September. Die Monatsdurchschnittstemperaturen liegen ganzjährig zwischen 23 °C und 28 °C.

## Bevölkerung
Die Einwohnerzahl des Municipio Ixiamas ist zwischen 1992 und 2024 auf mehr als das Dreifache angestiegen:
| Jahr | Einwohner | Quelle       |
| ---- | --------- | ------------ |
| 1992 | 3.618     | Volkszählung |
| 2001 | 5.625     | Volkszählung |
| 2012 | 9.362     | Volkszählung |
| 2024 | 12.487    | Volkszählung |

Die Lebenserwartung der Neugeborenen lag im Jahr 2001 bei 61,5 Jahren, die Säuglingssterblichkeit ist von 8,1 Prozent (1992) auf 6,7 Prozent (2001) gesunken.
Der Alphabetisierungsgrad bei den über 15-Jährigen beträgt 87,0 Prozent, und zwar 90,6 Prozent bei Männern und 81,7 Prozent bei Frauen (2001).
97,4 Prozent der Bevölkerung sprechen Spanisch, 8,1 Prozent sprechen Quechua, 7,7 Prozent Aymara, und 9,2 Prozent andere indigene Sprachen. (2001)
97,0 Prozent der Bevölkerung haben keinen Zugang zu Elektrizität, 69,8 Prozent leben ohne sanitäre Einrichtung (2001).
52,7 Prozent der Haushalte besitzen ein Radio, 13,3 Prozent einen Fernseher, 41,8 Prozent ein Fahrrad, 6,7 Prozent ein Motorrad, 5,0 Prozent einen PKW, 6,6 Prozent einen Kühlschrank, 0,6 Prozent ein Telefon. (2001)

## Politik
Ergebnis der Regionalwahlen (concejales del municipio) vom 4. April 2010:
| Wahl- berechtigte |  | Wahl- beteiligung | gültige Stimmen |  | MAS-IPSP | MSM    | UN     | MNR    | M.P.S. | FPV   | ASP   |
| ----------------- |  | ----------------- | --------------- |  | -------- | ------ | ------ | ------ | ------ | ----- | ----- |
| 2.996             |  | 2.449             | 1.921           |  | 616      | 495    | 262    | 213    | 154    | 137   | 44    |
|                   |  | 81,7 %            | 78,4 %          |  | 32,1 %   | 25,8 % | 13,6 % | 11,1 % | 8,0 %  | 7,1 % | 2,3 % |

Ergebnis der Regionalwahlen (elecciones de autoridades políticas) vom 7. März 2021:
| Wahl- berechtigte |  | Wahl- beteiligung | gültige Stimmen |  | MAS-IPSP | MTS     | PBCSP   | J.A.LLALLA.L.P. | MPS    | UN     | FPV    |
| ----------------- |  | ----------------- | --------------- |  | -------- | ------- | ------- | --------------- | ------ | ------ | ------ |
| 4.604             |  | 3.728             | 3.023           |  | 1.392    | 498     | 411     | 295             | 91     | 80     | 56     |
|                   |  | 80,97 %           | 81,09 %         |  | 46,05 %  | 16,47 % | 13,60 % | 9,76 %          | 3,01 % | 2,65 % | 1,85 % |

## Gliederung
Das Municipio ist trotz seiner großen Ausdehnung aufgrund der extrem geringen Siedlungsdichte nicht weiter in Kantone (cantones) untergliedert.

## Ortschaften im Municipio Ixiamas
- Ixiamas 3968 Einw.